# Политическа етика
Политическа етика (също политически морал) е областта от науката етика, която разглежда кое е добро, благородно, приемливо, разумно и правилно, заради добрите си качества, както и обратното, кое не е такова, в областта на политиката. Освен част от науката етика, това е и политическата практика, която може да бъде етична, както и политическите възгледи, върху, които се базират политическите действия или изказвания, които могат да отговарят на изискванията за наличен политически морал или съответно да не притежават качествата на такъв.
Николо Макиавели се смята за основател на тази област на философията и етиката .